# Неравенство Шоттки
Неравенство Шоттки (теорема Шоттки) — утверждение о свойствах голоморфной функции. Используется при доказательстве теоремы Пикара.

## Формулировка
Пусть функция {\displaystyle f(z)} является голоморфной внутри круга {\displaystyle |z|<1} и выпускает значения {\displaystyle 0} и {\displaystyle 1}. Тогда справедливо неравенство {\displaystyle |f(z)|<\Omega [f(0),r]}, где {\displaystyle \Omega } зависит только от {\displaystyle f(0)} и {\displaystyle r=|z|}.